# 100 Days with Mr. Arrogant
100 Days with Mr. Arrogant ist eine südkoreanische Filmkomödie aus dem Jahr 2004.

## Handlung
Die Schülerin Kang Ha-young wird einen Tag vor dem 100-tägigen Beziehungsjubiläum (백일 기념) von ihrem Freund verlassen. Um ihren Frust loszuwerden, kickt sie eine auf der Straße liegende Dose davon. Dabei trifft sie Hyung-joon am Kopf, der darauf mit seinem Auto einen Unfall baut. Er verlangt von Ha-young, dass sie den Schaden begleicht und möchte 3 Millionen Won. Da Ha-young nicht genügend Geld hat, bietet Hyung-joon an, dass sie als seine Sklavin ihre Schuld abarbeiten kann. Der von ihr unterschriebene Sklavenvertrag besagt, dass Ha-young 100 Tage lang Hyung-joon dienen muss. Sie putzt seine Wohnung, kauft für ihn ein und muss sonstige Dinge für ihren neuen Meister erledigen. Zufällig findet sie jedoch heraus, dass die Autoreparatur lediglich 100.000 Won gekostet hat und rächt sich an ihm. Hyung-joon gibt aber nicht nach und bietet sich bei ihren Eltern als ihr neuer Nachhilfelehrer an. Dabei verliebt sie sich in ihn.

## Kritiken
Manfred Selzer kritisiert die „Vorhersehbarkeit des Gesamtwerks“, was die vorhandenen positiven Aspekte des Films verpuffen lasse. Der Film sei „einer dieser typischen mittelmäßigen bis schlechten Kopien“, erschienen nach dem Erfolg von My Sassy Girl. Auch bei der Rezension auf Pride of Korea wird der Erfolg von My Sassy Girl erwähnt, allerdings ähnele der Film eher My Tutor Friend. Die Komödie habe „viele eigene lustige und neue Ideen“, allerdings enttäusche der Schluss, der „übertrieben kitschig und melodramatisch“ geraten sei.

## Produktionshintergrund
100 Days with Mr. Arrogant hatte ein geschätztes Budget von 3,2 Mio. US-Dollar. In Südkorea kam er am 16. Januar 2004 in die Kinos.